# Piergiorgio Bontempi
Piergiorgio Bontempi (Ancona, 6 febbraio 1968) è un pilota motociclistico italiano ritiratosi dalle competizioni.
Ha corso a livello mondiale nei campionati Superbike e Supersport sino al 2005. Viene ricordato come uno dei piloti più rappresentativi del mondiale Superbike, essendo inserito nella hall of fame del campionato.

## Carriera
Il suo debutto risale al 1987 nel campionato italiano, e già l'anno successivo conquista il titolo italiano Sport Production 500cc.
Nel 1989 passa al mondiale Superbike disputando 8 gare, conquista dieci punti classificandosi al 50º posto. L'anno successivo a metà stagione passa in sella alla Ducati 851 del team Kappa nell'italiano e nel mondiale come wildcard, dove non ottiene punti.
Nel 1991 il passaggio a Kawasaki, con cui ottiene diciotto punti e chiude al trentacinquesimo posto, miglior prestazione è il quarto posto in gara 2 al Gran Premio del Mugello. Nella stessa stagione, e con la stessa motocicletta, si classifica al quarto posto nel campionato europeo Superbike con due piazzamenti a podio. Nel 1992 ottiene il primo podio nel mondiale, al Gran Premio di Monza, contestualmente è vice-campione europeo Superbike. Nel 1993 conquista due piazzamenti a podio in terra ibericaː al Gran Premio di Albacete e al Gran Premio dell'Estoril classificandosi al sesto posto. Nel 1994 chiude all'ottavo posto, la stagione successiva al dodicesimo posto. Continua con Kawasaki nel 1996 dove si classifica quindicesimo; è nuovamente decimo nel 1997; tredicesimo nel 1998.
Il 1999 lo vede cambiare categoria, approdando al mondiale Supersport alla guida di una Yamaha R6, con la quale ottiene la sua prima ed unica vittoria mondiale, al Gran Premio del Nürburgring, oltre ad altri due piazzamenti a podio coi quali si classifica al terzo posto nella graduatoria finale.
Con il numero 3 affronta la stagione 2000 stavolta in sella ad una Ducati 748 R gommata Pirelli del team D.C.R. Non ottiene piazzamenti a podio ma fa segnare una pole position nella gara finale a Brands Hatch. L'anno successivo torna alla guida della Yamaha YZF R6 con il team Italia Lorenzini, cogliendo un podio nella gara inaugurale al Gran Premio di Valencia e chiudendo all'undicesimo posto.
Al termine del campionato firma un contratto con il team Ducati NCR Nortel Net., che gli fornisce una Ducati 748 R per la stagione 2002, il suo compagno di squadra è Pierfrancesco Chili, impegnato però nel mondiale Superbike. In occasione del Gran Premio d'Australia conquista il primo podio mondiale con Ducati facendo registrare anche il giro più veloce della gara. chiude al tredicesimo posto in campionato.
Nel 2004 ritorna nel mondiale Superbike per la sua ultima stagione completa nel team Zonghsen alla guida di una Suzuki GSX-R1000, chiudendo l'annata al 15º posto con sessantotto punti. L'anno successivo disputa il Gran Premio di Misano, in qualità di pilota sostitutivo, mondiale Supersport con una 749 R del Team Selmat classificandosi ventesimo. Sempre nel 2005 prende parte adalcuni eventi nel mondiale Endurance per poi ritirarsi dalle competizioni e diventare occasionalmente tester per l'emittente televisiva Nuvolari.

## Risultati in gara

### Campionato mondiale Superbike
| 1989 | Moto  |    |     |    |    |  |  |  |  |    |    |    |     |  |  |  |  |    |    |  |  |  |  |  |  |  |  | Punti | Pos. |
| ---- | ----- | -- | --- | -- | -- |  |  |  |  | -- | -- | -- | --- |  |  |  |  | -- | -- |  |  |  |  |  |  |  |  | ----- | ---- |
| 1989 | Honda | 28 | Rit | NQ | NQ |  |  |  |  | 32 | 19 | 21 | Rit |  |  |  |  | 10 | 12 |  |  |  |  |  |  |  |  | 10    | 50º  |

| 1990 | Moto   |  |  |  |  |  |  |  |  |  |  |  |  |  |  |  |  |    |     |    |    |  |  |  |  |  |  | Punti | Pos. |
| ---- | ------ |  |  |  |  |  |  |  |  |  |  |  |  |  |  |  |  | -- | --- | -- | -- |  |  |  |  |  |  | ----- | ---- |
| 1990 | Ducati |  |  |  |  |  |  |  |  |  |  |  |  |  |  |  |  | NP | Rit | NQ | NQ |  |  |  |  |  |  | 0     |      |

| 1991 | Moto     |  |  |  |  |  |  |  |  |  |  |    |     |    |     |  |  |  |  |    |    |    |    |     |   |  |  | Punti | Pos. |
| ---- | -------- |  |  |  |  |  |  |  |  |  |  | -- | --- | -- | --- |  |  |  |  | -- | -- | -- | -- | --- | - |  |  | ----- | ---- |
| 1991 | Kawasaki |  |  |  |  |  |  |  |  |  |  | NC | Rit | 16 | Rit |  |  |  |  | NQ | NQ | 11 | NP | Rit | 4 |  |  | 18    | 35º  |

| 1992 | Moto     |     |     |    |     |    |    |    |    |    |    |    |     |    |   |   |    |   |    |   |     |   |   |   |   |   |     | Punti | Pos. |
| ---- | -------- | --- | --- | -- | --- | -- | -- | -- | -- | -- | -- | -- | --- | -- | - | - | -- | - | -- | - | --- | - | - | - | - | - | --- | ----- | ---- |
| 1992 | Kawasaki | Rit | Rit | 17 | Rit | 10 | 21 | 14 | 13 | 10 | 11 | 14 | Rit | 11 | 9 | 9 | 10 | 9 | 11 | 6 | Rit | 4 | 3 | 8 | 7 | 7 | Rit | 125   | 10º  |

| 1993 | Moto     |     |     |    |   |   |   |     |   |   |    |   |   |   |   |   |   |   |     |   |    |     |   |   |   |   |    | Punti | Pos. |
| ---- | -------- | --- | --- | -- | - | - | - | --- | - | - | -- | - | - | - | - | - | - | - | --- | - | -- | --- | - | - | - | - | -- | ----- | ---- |
| 1993 | Kawasaki | Rit | Rit | 30 | 9 | 3 | 6 | Rit | 7 | 5 | 15 | 7 | 6 | 7 | 8 | 6 | 4 | 9 | Rit | 6 | 10 | Rit | 8 | 5 | 8 | 2 | 10 | 184,5 | 6º   |

| 1994 | Moto     |   |     |    |     |     |   |   |   |    |   |    |    |    |    |     |    |    |   |   |   |   |   |  |  |  |  | Punti | Pos. |
| ---- | -------- | - | --- | -- | --- | --- | - | - | - | -- | - | -- | -- | -- | -- | --- | -- | -- | - | - | - | - | - |  |  |  |  | ----- | ---- |
| 1994 | Kawasaki | 7 | Rit | NP | Rit | Rit | 7 | 4 | 6 | 11 | 9 | 11 | 11 | 12 | 17 | Rit | SQ | 10 | 6 | 6 | 7 | 9 | 9 |  |  |  |  | 116   | 8º   |

| 1995 | Moto     |    |    |   |   |   |   |   |     |   |     |    |   |    |    |    |    |    |    |    |   |    |   |    |   |  |  | Punti | Pos. |
| ---- | -------- | -- | -- | - | - | - | - | - | --- | - | --- | -- | - | -- | -- | -- | -- | -- | -- | -- | - | -- | - | -- | - |  |  | ----- | ---- |
| 1995 | Kawasaki | 11 | 14 | 8 | 5 | 5 | 4 | 7 | Rit | 5 | Rit | 10 | 8 | 13 | 11 | 13 | 14 | 14 | 13 | 12 | 9 | 11 | 8 | 12 | 8 |  |  | 138   | 12º  |

| 1996 | Moto     |    |    |    |    |    |    |     |    |    |    |    |    |    |   |    |    |    |    |    |     |    |    |    |     |  |  | Punti | Pos. |
| ---- | -------- | -- | -- | -- | -- | -- | -- | --- | -- | -- | -- | -- | -- | -- | - | -- | -- | -- | -- | -- | --- | -- | -- | -- | --- |  |  | ----- | ---- |
| 1996 | Kawasaki | 10 | 10 | 10 | 11 | 12 | 13 | Rit | NP | 18 | 16 | 13 | 16 | 13 | 9 | 11 | 12 | 22 | 20 | 15 | Rit | 13 | 13 | 12 | Rit |  |  | 63    | 15º  |

| 1997 | Moto     |     |    |   |     |    |     |    |    |   |   |   |   |   |    |   |   |     |    |   |   |     |     |    |    |  |  | Punti | Pos. |
| ---- | -------- | --- | -- | - | --- | -- | --- | -- | -- | - | - | - | - | - | -- | - | - | --- | -- | - | - | --- | --- | -- | -- |  |  | ----- | ---- |
| 1997 | Kawasaki | Rit | 10 | 8 | Rit | 11 | Rit | 11 | 11 | 9 | 6 | 9 | 7 | 8 | 12 | 9 | 5 | Rit | 10 | 6 | 6 | Rit | Rit | NP | NP |  |  | 118   | 10º  |

| 1998 | Moto     |    |     |    |    |     |    |    |   |   |   |     |    |    |    |    |    |  |  |  |  |  |  |  |  |  |  | Punti | Pos. |
| ---- | -------- | -- | --- | -- | -- | --- | -- | -- | - | - | - | --- | -- | -- | -- | -- | -- |  |  |  |  |  |  |  |  |  |  | ----- | ---- |
| 1998 | Kawasaki | 12 | Rit | 14 | 13 | Rit | 11 | 12 | 6 | 8 | 9 | Rit | 11 | 12 | 10 | 18 | NP |  |  |  |  |  |  |  |  |  |  | 58    | 13º  |

| 2004 | Moto   |    |    |    |    |   |    |    |    |    |    |   |    |    |    |    |    |    |    |    |     |    |     |  |  |  |  | Punti | Pos. |
| ---- | ------ | -- | -- | -- | -- | - | -- | -- | -- | -- | -- | - | -- | -- | -- | -- | -- | -- | -- | -- | --- | -- | --- |  |  |  |  | ----- | ---- |
| 2004 | Suzuki | 15 | 16 | NC | 11 | 9 | 15 | 10 | 11 | 14 | 11 | 9 | 14 | 13 | 12 | 15 | 12 | 13 | 12 | 13 | Rit | 11 | Rit |  |  |  |  | 68    | 15º  |

| Legenda | 1º posto        | 2º posto            | 3º posto           | A punti      | Senza punti        | Grassetto – Pole position Corsivo – Giro più veloce |
| Legenda | Gara non valida | Non qual./Non part. | Ritirato/Non class | Squalificato | '-' Dato non disp. | Grassetto – Pole position Corsivo – Giro più veloce |

### Campionato mondiale Supersport
| 1999 | Moto   |    |   |   |   |   |   |   |   |   |     |  |  | Punti | Pos. |
| ---- | ------ | -- | - | - | - | - | - | - | - | - | --- |  |  | ----- | ---- |
| 1999 | Yamaha | 14 | 6 | 2 | 3 | 1 | 7 | 6 | 4 | 5 | Rit |  |  | 116   | 3º   |

| 2000 | Moto   |     |   |    |    |    |   |   |     |   |   |     |  | Punti | Pos. |
| ---- | ------ | --- | - | -- | -- | -- | - | - | --- | - | - | --- |  | ----- | ---- |
| 2000 | Ducati | Rit | 9 | 14 | 11 | 16 | 9 | 7 | Rit | 5 | 6 | Rit |  | 51    | 12º  |

| 2001 | Moto   |   |    |     |   |   |     |    |     |    |    |   |  | Punti | Pos. |
| ---- | ------ | - | -- | --- | - | - | --- | -- | --- | -- | -- | - |  | ----- | ---- |
| 2001 | Yamaha | 2 | 14 | Rit | 9 | 6 | Rit | 10 | Rit | 14 | 12 | 9 |  | 58    | 11º  |

| 2002 | Moto   |    |   |    |     |   |     |   |    |     |     |    |     | Punti | Pos. |
| ---- | ------ | -- | - | -- | --- | - | --- | - | -- | --- | --- | -- | --- | ----- | ---- |
| 2002 | Ducati | 11 | 2 | 11 | Rit | 7 | Rit | 9 | 14 | Rit | Rit | 13 | Rit | 51    | 13º  |

| 2005 | Moto   |  |  |  |  |  |    |  |  |  |  |  |  | Punti | Pos. |
| ---- | ------ |  |  |  |  |  | -- |  |  |  |  |  |  | ----- | ---- |
| 2005 | Ducati |  |  |  |  |  | 20 |  |  |  |  |  |  | 0     |      |

| Legenda | 1º posto        | 2º posto            | 3º posto           | A punti      | Senza punti        | Grassetto – Pole position Corsivo – Giro più veloce |
| Legenda | Gara non valida | Non qual./Non part. | Ritirato/Non class | Squalificato | '-' Dato non disp. | Grassetto – Pole position Corsivo – Giro più veloce |